# Four Thousand Seven Hundred and Sixty-Six Seconds - A Short Cut to Teenage Fanclub
Four Thousand Seven Hundred and Sixty-Six Seconds - A Short Cut to Teenage Fanclub è una raccolta del gruppo musicale britannico Teenage Fanclub, pubblicato nel 2003.

## Tracce
1. The Concept – 5:36 (Norman Blake)
2. Ain't That Enough – 3:43 (Gerard Love)
3. The World'll Be Ok – 4:26 (Raymond McGinley)
4. Everything Flows – 5:16 (Blake)
5. Star Sign – 3:53 (Love)
6. Mellow Doubt – 2:42 (Blake)
7. I Need Direction – 4:11 (Love)
8. About You – 2:41 (McGinley)
9. What You Do to Me – 1:58 (Blake)
10. Empty Space – 4:33 (Love)
11. Sparky's Dream – 3:15 (Love)
12. I Don't Want Control of You – 3:08 (Blake)
13. Hang On – 5:05 (Love)
14. Did I Say – 2:24 (Blake)
15. Don't Look Back – 3:41 (Love)
16. Your Love Is the Place Where I Come From – 3:28 (McGinley)
17. Neil Jung – 4:47 (Blake)
18. Radio – 2:55 (Love)
19. Dumb Dumb Dumb – 3:18 (Blake)
20. Planets – 2:51 (Blake/Francis MacDonald)
21. My Uptight Life – 5:25 (McGinley)

## Formazione
- Norman Blake – chitarra, voce
- Gerard Love – basso, voce
- Raymond McGinley – chitarra, voce
- Finlay Macdonald – voce, tastiera, chitarra
- Brendan O'Hare – batteria
- Paul Quinn – batteria
- Francis Macdonald – batteria
- John McCusker – violino, viola
- Isobel Campbell – violoncello